# Muhlenbergia orophila
Muhlenbergia orophila är en gräsart som beskrevs av Jason Richard Swallen. Muhlenbergia orophila ingår i släktet muhlygräs, och familjen gräs. Inga underarter finns listade i Catalogue of Life.